# 临博会
临博会（即中国（临沂）市场贸易博览会），创办于2010年，是中国大陆目前唯一以市场贸易为主题的展会。每年九月份在山东省临沂市中国临沂商城举办。